# Calycopis comissa
Calycopis comissa är en fjärilsart som beskrevs av William Chapman Hewitson. Calycopis comissa ingår i släktet Calycopis och familjen juvelvingar. Inga underarter finns listade i Catalogue of Life.